# آلبرتو کوستا
آلبرتو اولیویرا بایو (پرتغالی: Alberto Oliveira Baio؛ زادهٔ ۲۹ سپتامبر ۲۰۰۳) که با نام آلبرتو کوستا شناخته می‌شود بازیکن فوتبال اهل پرتغال است که در پست دفاع راست برای باشگاه فوتبال یوونتوس در سری آ بازی می‌کند.
وی همچنین در تیم‌های ملی فوتبال زیر ۱۸ سال پرتغال و زیر ۲۰ سال پرتغال بازی کرده است.
هرچند کوستا نام خانوادگی رسمی او نیست ولی آلبرتو آن را به احترام ناپدری‌اش که وی را از سنین پایین بزرگ کرده است، برای دوران حرفه‌ای خود انتخاب کرد.